# País Basc – Catalunya (29-12-2007)
La selecció catalana de futbol disputà un partit amistós contra la selecció del País Basc el 29 de desembre de 2007 a l'Estadi de San Mamés de Bilbao, davant de 40.000 espectadors, que acabà amb empat 1-1. Abans del partit, es redactà la Declaració de San Mamés, signada pel conseller de la Vicepresidència de la Generalitat de Catalunya, Josep Lluís Carod-Rovira, la consellera de Cultura i Esport de Galícia, Ánxela Bugallo, i la consellera de Cultura i portaveu del Govern Basc, Miren Azcarate, pel reconeixement oficial de les seves seleccions esportives.

## Fitxa tècnica
| País Basc        | 1 - 1                      | Catalunya       |
| ---------------- | -------------------------- | --------------- |
| Aritz Aduriz 69' | Mundo Deportivo L'Esportiu | 29' Bojan Krkić |

| País Basc | Catalunya |

| PAÍS BASC:                       |  |                       |  |  |
|                                  |  |                       |  |  |
| PO                               |  | Iñaki Lafuente        |  |  |
| PO                               |  | Asier Riesgo          |  |  |
| DF                               |  | Asier del Horno       |  |  |
| DF                               |  | Fernando Amorebieta   |  |  |
| DF                               |  | Andoni Iraola         |  |  |
| DF                               |  | Mikel Labaka          |  |  |
| DF                               |  | Aitor López Rekarte   |  |  |
| DF                               |  | Mikel González        |  |  |
| DF                               |  | Jon Urzelai           |  |  |
| CC                               |  | Xabier Prieto         |  |  |
| CC                               |  | Pablo Orbaiz          |  |  |
| CC                               |  | Mikel Aranburu        |  |  |
| CC                               |  | Francisco Yeste       |  |  |
| CC                               |  | Gaizka Mendieta       |  |  |
| CC                               |  | Igor Gabilondo        |  |  |
| CC                               |  | Patxi Puñal           |  |  |
| DV                               |  | Joseba Etxeberria (c) |  |  |
| DV                               |  | Fernando Llorente     |  |  |
| DV                               |  | Aritz Aduriz          |  |  |
| DV                               |  | Joseba Llorente       |  |  |
| Seleccionadors:                  |  |                       |  |  |
| José Ángel Iribar, Mikel Etxarri |  |                       |  |  |

| CATALUNYA:     |  |                     |  |  |
|                |  |                     |  |  |
| PO             |  | Albert Jorquera     |  |  |
| PO             |  | José Miguel Morales |  |  |
| DF             |  | Carles Puyol        |  |  |
| DF             |  | David Belenguer     |  |  |
| DF             |  | David García        |  |  |
| DF             |  | Bruno Saltor        |  |  |
| DF             |  | Dani Tortolero      |  |  |
| DF             |  | Javi Chica          |  |  |
| DF             |  | Carlos García       |  |  |
| CC             |  | Sergio González (c) |  |  |
| CC             |  | Xavi Hernández      |  |  |
| CC             |  | Joan Verdú          |  |  |
| CC             |  | Marc Crosas         |  |  |
| CC             |  | Àngel Martínez      |  |  |
| DV             |  | Bojan Krkić         |  |  |
| DV             |  | Ferran Corominas    |  |  |
| DV             |  | Sergio García       |  |  |
| DV             |  | Antoni Pinilla      |  |  |
| DV             |  | Josep Maria Soler   |  |  |
| Seleccionador: |  |                     |  |  |
| Pere Gratacòs  |  |                     |  |  |